# مسئله مونتی هال

شرکت کنندهٔ یک مسابقهٔ تلویزیونی، به امید برنده شدن یک ماشین، در شمارهٔ ۱ را انتخاب می‌کند. مجری در شمارهٔ ۳ را پوچ می‌کند و به شرکت‌کننده پیشنهاد می‌کند در شمارهٔ ۲ را بردارد.

مسئله مونتی هال (به انگلیسی: Monty Hall problem) یکی از معماهای احتمالات است. این معما بر اساس یک مسابقه تلویزیونی آمریکایی به نام بیا معامله کنیم طرح‌ریزی شده و نامش را نیز از نام مجری اصلی این مسابقه، مانتی هال، گرفته‌است. مسئله مونتی هال یا پارادوکس مونتی هال در زمرهٔ پارادوکس‌های حقیقی قرار می‌گیرد: با این که جواب مسئله ناممکن به نظر می‌رسد اما در واقع درست است. این مسئله، در تفسیر معمول آن، معادل ریاضیاتی مسئلهٔ سه زندانی است و هر دو مسئله با مسئله سه کارت مشابهت‌هایی دارند.
این مسئله اولین بار در نامه‌ای از استیو اسلوین به مجلهٔ آمارگر آمریکایی در سال ۱۹۷۵ مطرح شد. یکی از گزاره‌های مشهور آن در ستون «از مرلین بپرس» مارلین ووس ساونت در مجلهٔ پرید در سال ۱۹۹۰ منتشر شد:
فرض کنید که در یک مسابقه تلویزیونی شرکت کرده‌اید و میان سه در باید یکی را انتخاب کنید. پشت یکی از درها یک ماشین است و پشت دو در دیگر دو بز. شما یکی از درها را انتخاب می‌کنید (مثلاً در شمارهٔ ۱). مجری برنامه که می‌داند پشت هر در چه چیزی است، در دیگری را باز می‌کند (مثلاً در شمارهٔ سه) و به شما نشان می‌دهد که پشتش یک بز است. بعد از شما می‌پرسد که «می‌خواهید در شمارهٔ ۱ را با شمارهٔ ۲ تاخت بزنید؟» آیا به سود شماست که انتخابتان را عوض کنید؟
پاسخ ووس ساونت این است: شرکت‌کننده باید پیشنهاد مجری را بپذیرد. از آنجا که احتمال وجود ماشین پشت هر یک از سه در مساوی است، بازیکنی که در ۱ را انتخاب می‌کند شانس برنده شدنش یک به سه است. اما بازیکنی که در شمارهٔ ۱ را انتخاب می‌کند و بعد آن را با در شمارهٔ ۲ عوض می‌کند، به احتمال ۲ به ۳ برنده است. چون مجری یکی از درهای انتخاب نشده را باز کرده و یکی از گزینه‌ها را باطل کرده‌است. بنا بر این، شرکت‌کننده با عوض کردن انتخابش شانس برنده شدنش را دو برابر می‌کند.
بسیاری از خوانندگان حاضر نبودند بپذیرند که تاخت زدن در چنین موقعیتی به سود شرکت‌کننده است. پس از این که این مسئله در پرید مطرح شد ۱۰۰۰۰ خواننده که ۱۰۰۰ نفرشان دارای مدرک پی‌اچ‌دی بودند به مجله نامه نوشتند و اظهار کردند که پاسخ ووس ساونت صحیح نیست. حتی با وجود ارائهٔ توضیحات، شبیه‌سازی موقعیت و اثبات‌های ریاضی، بسیاری با این جواب متقاعد نشدند. اندرو واسونی، توضیح می‌دهد که پل اردوش، یکی از برجسته‌ترین ریاضی‌دانان تاریخ، تا زمانی که شبیه‌سازی کامپیوتری‌ای را مشاهده نمود که این نتیجه را تأیید می‌کرد؛ متقاعد نشد.

## مسئله
استیو اسلوین در سال ۱۹۷۵ نامه‌ای به مجلهٔ آمارگر آمریکایی نوشت و مسئله‌ای را بر اساس مسابقهٔ تلویزیونی «بیا معامله کنیم» شرح داد. در نامهٔ بعدی او این مسئله را «مسئلهٔ مونتی هال» نامید. این مسئله معادل مسئلهٔ سه زندانی است که در سال ۱۹۵۹ در ستون بازی‌های ریاضی مارتین گاردنر در ساینتیفیک امریکن تشریح شده بود. در سال ۱۹۹۰، همین مسئله در همان فرم مشهورش در ستون مرلین ووس ساونت منتشر شد.
نقاط مبهمی در صورت این مسئله وجود دارد: روشن نیست که مجری همیشه درِ دیگری را باز می‌کند یا نه، پیشنهاد عوض کردنِ در را می‌دهد یا نه و آیا امکان دارد دری را باز کند که ماشین پشت آن است؟ تلقی عمومی از مسئله به این صورت است که مجری همواره یکی از درهای انتخاب نشده را باز می‌کند، دری که مجری باز می‌کند پوچ است و همیشه به شرکت‌کننده پیشنهاد می‌کند در انتخابش تجدیدنظر کند. اغلب مفروض می‌دانند که ماشین به‌طور کاملاً اتفاقی پشت یکی از درها قرار گرفته و اگر مجری میان گزینه‌های انتخاب نشده، حق انتخاب داشته باشد (که در حالتی که شرکت‌کننده گزینهٔ درست را انتخاب کرده باشد، اتفاق می‌افتد) انتخاب مجری هم کاملاً تصادفی‌ست. برخی نیز (علاوه بر موارد فوق یا به جای موارد فوق) متذکر می‌شوند که انتخاب اولیهٔ شرکت‌کننده اتفاقی‌ست.

## راه حل‌های شبیه‌سازی شده

شبیه‌سازی از ۲۹ نتایج مسئله مونتی هال

یک راه ساده برای نشان دادن استراتژی تغییر در که باعث دو برد برنده از سه بار با استفاده از فرض‌های استاندارد، شبیه‌سازی مسئله با استفاده از کارت‌های بازی (گاردنر 1959b; vos Savant ۱۹۹۶) است. سه کارت از کارت‌های عادی به نمایندگی از سه درب استفاده می‌شوند؛ یکی از کارت‌های بیانگر «کارت استثنایی» که نشان دهنده ماشین و دو کارت دیگر نشان دهنده درهایی هستند که به بز ختم می‌شوند
این شبیه‌سازی می‌تواند چندین بار تکرار شوند تا چندین دست از بازی را شبیه‌سازی کند. بازیکنی که یکی از سه کارت را برمی‌دارد، و سپس مجری یکی از کارت‌های مربوط به بز را حذف می‌کند. اگر کارت باقی مانده در دست مجری کارت ماشین است این استراتژی تغیر باعث برد، شرکت‌کننده می‌شود؛ ولی اگر دست مجری کارت مربوط به بز باشد این دور از بازی نیز هنوز در مرحلهٔ برد باقی می‌ماند. به عنوان این که این آزمایش چندین بار تکرار شده‌است نرخ مشاهدهٔ بردن برای هر استراتژی بیشتر شبیه به احتمال زدن تقریبی احتمال نظری برد است.
تکرار بازی، استراتژی تغیر کارت را شفاف می‌کند که چرا استراتژی بهتری است. پس از این که بازیکن کارت را برداشت، این مشخص شده‌است که عوض کردن کارت باعث برد بازیکن در آن دست بازی می‌شود. اگر این قانع‌کننده نیست، این شبیه‌سازی با یک دسته کامل ورق نیز می‌تواند انجام شود. (گاردنر 1959b;Adams, ۱۹۹۰). در این حالت، کارت مربوط به ماشین ۵۱ بار از ۵۲ بار به میزبان می‌رسد، و دست مجری باقی می‌ماند بنابراین مهم نیست چه تعداد کارت که منجر به بز می‌شوند، دور انداخته شوند.

## ووس ساونت و خشم رسانه‌ها
ووس ساونت در ستونش نوشت که شرکت‌کننده باید دری را که انتخاب کرده عوض کند و به درستی اظهار کرد که درِ اول شانس برنده شدنش یک به سه است، اما درِ پیشنهادی به احتمال دو به سه برنده است چون مجری همیشه یکی از درهای پوچ را باز می‌کند. او در توضیح این پاسخ از خوانندگان خواست که موقعیتی را تصور کنند که یک میلیون در وجود دارد و شرکت‌کننده در شمارهٔ ۱ را برمی‌گزیند. مجری که می‌داند پشت هر در چیست همهٔ درها را به جز در شمارهٔ ۷۷۷۷۷۷ باز می‌کند. ووس ساونت نتیجه می‌گیرد: «به سرعت در اول را با درِ ۷۷۷۷۷۷ تاخت می‌زنید، مگر نه؟»
در واکنش به این جواب هزاران نامه از طرف خوانندگان به دست ووس ساونت رسید که مدعی شدند پاسخ او غلط است. ۹۲٪ از نامه‌های مردم عادی و ۶۵٪ از نامه‌های دانشگاهیان علیه او بود. در مجموع از هر ده نفر، نه نفر معتقد بودند این پاسخ نادرست است.
ووس ساونت توضیحات بیشتری ارائه کرد «وقتی مجری برنامه یکی از درهای پوچ را باز می‌کند، شانس برنده شدن از یک به سه در مرحلهٔ اول، به یک به دو در مرحلهٔ بعد تغییر نمی‌کند.» او برای تشریح ایده‌اش از یک بازی دیگر مثال آورد: «شما رویتان را برمی‌گردانید و من یک نخود را زیر یک ظرف از سه ظرف پنهان می‌کنم. بعد از شما می‌خواهم یکی از ظرف‌ها را انتخاب کنید و انگشتتان را روی آن بگذارید. احتمال این که ظرف شما محتوی نخود باشد یک به سه است، درست است؟ بعد یکی از دو ظرف باقی‌مانده را برمی‌گردانم و نشان می‌دهم که خالی‌ست. از آنجایی که فارغ از انتخاب شما من همیشه می‌توانم یکی از ظرف‌های انتخاب نشده را پوچ کنم درمی‌یابیم که احتمال پوچ بودن یا نبودن ظرف زیر انگشت شما تغییری نکرده‌است.» او بازی مشابهی را با ورق‌های بازی توضیح داد.
کماکان خوانندگان به ووس ساونت نامه می‌نوشتند و می‌گفتند که اشتباه کرده‌است، اما نظر برخی نیز تغییر کرد. نزدیک به ۱۰۰٪ کسانی که بازی نخود را امتحان کردند پذیرفتند که با توضیح ووس ساونت موافقند. ۵۶٪ مردم عادی و ۷۱٪ موسسات دانشگاهی متقاعد شدند که در این مسئله، عوض کردن در به نفع شرکت‌کننده است. ووس ساونت اظهار کرد که علت به اشتباه افتادن برخی این است که فراموش می‌کنند مجری همیشه ناچار است دری را باز کند که پوچ است.